# Kapitalanlagerestriktion
Eine Kapitalanlagerestriktion ist eine Einschränkung bei der Anlage von Kapital.

## Einführung
Die Kapitalanlagepolitik eines Versicherungsunternehmens kann nicht völlig frei erfolgen. Sie unterliegt verschiedenen Einflussfaktoren. 

## Aufsichtsrechtliche Rahmenbedingungen
In den meisten Ländern sind Versicherungsunternehmen bei der Wahl ihrer Kapitalanlagen an gesetzliche Anlagevorschriften gebunden.
In Deutschland sind diese Bestimmungen vor allem im Versicherungsaufsichtsgesetz (VAG) sowie in den Anordnungen und Verwaltungsgrundsätzen der Bundesanstalt für Finanzdienstleistungsaufsicht (BaFin) enthalten, die den Rahmen der individuellen Kapitalanlagepolitik der Versicherungsunternehmen hauptsächlich im Hinblick auf die Kapitalanlagearten festlegen.
Der Zweck dieser Anlagevorschriften ist es sicherzustellen, dass das Versicherungsunternehmen seinen eingegangenen Verpflichtungen jederzeit nachkommen kann.

### Vermögensblöcke
Anknüpfungspunkt für die Anlagevorschriften, sowohl für die allgemeinen Grundsätze als auch für die speziellen Anforderungen, ist die Einteilung der Kapitalanlagen in drei Vermögensblöcke, deren Abgrenzung sich aus den jeweils zuzuordnenden Passivposten, aus denen die Kapitalanlagen finanziert werden, ergibt.
Der jeweilige Umfang kann der Aktivseite der Bilanz nicht entnommen werden, da diese nach den Kapitalanlagearten und nicht nach den Vermögensblöcken gegliedert ist. Die Höhe wird der BaFin im Rahmen der internen Rechnungslegung quartalsweise mitgeteilt.

#### Sicherungsvermögen (bis Dezember 2003 „Deckungsstock“)
Die Höhe des Sicherungsvermögens richtet sich nach dem Versicherungsaufsichtsgesetz (VAG); ein wichtiger von ihr abzudeckender Posten ist die Deckungsrückstellung. Die Deckungsrückstellung wird aus der verzinslichen Ansammlung der jährlich vereinnahmten Beiträge und Zinsen nach Deckung der Verwaltungskosten und Versicherungsleistungen gebildet. Sie wird nach versicherungsmathematischen Grundsätzen für jede Versicherung ermittelt. Die rechnungsmäßige Verzinsung der Deckungsrückstellung ist im technischen Geschäftsplan einer Versicherung festgelegt.
Dem Versicherungsunternehmen dient die Deckungsrückstellung somit dazu, den Zeitraum zwischen der Beitragszahlung und der Fälligkeit der Leistung bilanzmäßig auszugleichen. Dieser Zeitraum beträgt bei Lebensversicherungsunternehmen durchschnittlich 27 Jahre, was den großen Umfang der Deckungsrückstellung bei den Lebensversicherungsunternehmen verdeutlicht.
Zur Sicherstellung der Ansprüche der Versicherten im Falle eines Konkurses ist das Sicherungsvermögen ein vom übrigen Vermögen des Versicherungsunternehmens intern getrenntes Sondervermögen, das dem Zugriff anderer Gläubiger entzogen ist. Die dem Sicherungsvermögen angehörenden Vermögensgegenstände werden in einem Sicherungsvermögensverzeichnis geführt und bei Lebens- und privaten Krankenversicherern von einem Treuhänder überwacht.

#### Sonstiges gebundenes Vermögen (bis Dezember 2003 „Übriges gebundenes Vermögen“)
Vermögenswerte außerhalb des Deckungsstocks in Höhe der sonstigen versicherungstechnischen Verpflichtungen gehören zum übrigen gebundenen Vermögen. Sonstige versicherungstechnische Verpflichtungen sind versicherungstechnische Rückstellungen und die aus Versicherungsverhältnissen entstandenen Verbindlichkeiten und Rechnungsabgrenzungsposten.

#### Gebundenes Vermögen
Zusammen ergeben das Sicherungsvermögen und das übrige gebundene Vermögen das gebundene Vermögen.
Aus den Vorschriften des VAG ergeben sich die Sollwerte des Deckungsstocks sowie die des übrigen gebundenen Vermögens.
Ein etwaiger Fehlbetrag im übrigen gebundenen Vermögen kann auf eine Überdeckung der Deckungsrückstellungen verrechnet werden. Eine umgekehrte Verrechnung kommt im Hinblick auf die Sonderstellung des Deckungsstocks nicht in Betracht.

#### Freies (restliches) Vermögen
Das restliche Vermögen sind somit die Gegenwerte der Passiva, die nicht versicherungstechnischer Natur sind. Hierzu gehören hauptsächlich die Eigenmittel und alle nichtversicherungstechnischen Passiva.

### Allgemeine Anlagegrundsätze
Die Deckungsmittel sind so anzulegen, „dass möglichst große Sicherheit und Rentabilität bei jederzeitiger Liquidität des Versicherungsunternehmens unter Wahrung angemessener Mischung und Streuung erreicht wird“.
Dieser allgemeine Anlagegrundsatz bezieht sich nur auf die Kapitalanlagen, die zur Deckung des gebundenen Vermögens dienen. Für die Anlage des freien Vermögens gibt es keinerlei Beschränkungen.

#### Grundsatz der Sicherheit
Im Hinblick auf die Erfüllbarkeit der Versicherungsverträge ist dem Gebot der möglichst großen Sicherheit, das vom Gesetzgeber bewusst an erster Stelle genannt ist, unbedingt Vorrang einzuräumen.
Gegenwärtige und erkennbare zukünftige Risiken sind bei der Kapitalanlage auszuschließen. Diese möglichst risikofreie Vermögensverwaltung erfordert eine permanente Überwachung und schließt spekulative Anlagen aus.

#### Grundsatz der Rentabilität
Unter Berücksichtigung der Rahmenbedingungen müssen Vermögensanlagen einen nachhaltigen Ertrag erzielen. Eine Mindestrendite ist nicht vorgeschrieben.
Nicht akzeptabel ist allerdings eine Verzinsung, die unterhalb der rechnungsmäßigen Verzinsung der Deckungsrückstellung liegt. Dies würde zu einem Fehlbetrag führen.

#### Grundsatz der Liquidität
Ein Versicherungsunternehmen muss seine fälligen Zahlungsverpflichtungen jederzeit erfüllen können. Im Rahmen einer umfassenden Finanz- und Liquiditätsplanung müssen die Vermögensanlagen deshalb so strukturiert sein, dass zu jeder Zeit ein geschäftsnotwendiger Betrag an liquiden oder problemlos liquidierbaren Anlagen verfügbar ist.

#### Grundsatz der Mischung und Streuung
Hierbei handelt es sich um ein allgemeines Prinzip, das nicht direkt auf die Sicherheit einzelner Vermögensanlagen zielt, sondern dazu beitragen soll, eine einseitige Anlagepolitik zu vermeiden und einen Risikoausgleich zwischen den Anlagen insgesamt herzustellen.
Der Risikoausgleich erfolgt dabei durch Verteilung der Anlagen auf verschiedene Anlageformen (Mischung) und auf verschiedene Schuldner (Streuung), so dass eine einseitige Anlagepolitik vermieden wird.

#### Interdependenzen zwischen den Anlagegrundsätzen
Die Grundsätze Sicherheit, Liquidität und Rentabilität sind nicht ohne
Kompromisse miteinander vereinbar. Das „magische Dreieck“ der Vermögensanlage veranschaulicht das Spannungsverhältnis.
Es kann keiner der Kapitalanlagegrundsätze voll verwirklicht werden, ohne dass es zu Konflikten mit den anderen kommt.
- Zum einen muss zur Erzielung eines möglichst hohen Grades an Sicherheit eine tendenziell niedrigere Rendite in Kauf genommen werden.
- Zum anderen entsteht ein Konflikt zwischen Liquidität und Rentabilität, da liquidere Anlagen oft mit Renditenachteilen verbunden sind.

Der Grundsatz der Mischung und Streuung berücksichtigt die in Konflikt stehenden Kapitalanlagegrundsätze und führt damit zu einem Kompromiss.

### Spezielle Kapitalanlagevorschriften
Über die allgemeinen Anlagegrundsätze des VAG hinaus sind für die Deckungsstockbestände und für das übrige gebundene Vermögen besondere Anlagevorschriften vorgesehen, die in der „Verordnung über die Anlage des gebundenen Vermögens von Versicherungsunternehmen (Anlageverordnung - AnlV)“ der BaFin zu finden sind. Die besonderen Anlagevorschriften stellen an das gebundene Vermögen folgende Anforderungen:
- Beschränkung auf die zulässigen Anlagearten: Das VAG listet die ohne besondere Genehmigung der Aufsichtsbehörde zulässigen Anlagearten auf.
- Beachtung der speziellen Mischungsquoten und Streuungsvorschriften: Neben dem oben angesprochenen allgemeinen Grundsatz der Mischung und Streuung sind im VAG besondere Quoten für die Verteilung des Vermögens auf die zulässigen Anlagearten und verschiedenen Schuldnern aufgeführt.
- Beachtung der währungskongruenten Bedeckung: Nach dem Prinzip der Währungskongruenz sind Kapitalanlagen zum größten Teil in der Währung zu tätigen, in der die Verpflichtungen eingegangen worden sind. Der zusätzliche Sicherheitsgedanke des Gesetzgebers besteht darin, dass die Erfüllbarkeit der Verpflichtungen bei nicht kongruenter Bedeckung durch eine gegenläufige Entwicklung von Anlage- und Verpflichtungswährung gefährdet werden könnte.
- Beachtung des Belegenheitsprinzips: Ebenso wie eine kongruente Deckung der Währung, auf die die Verpflichtungen lauten, und der Währung der Bedeckungswerte, verlangt das Prinzip der Belegenheit eine Entsprechung der Belegenheit der Bedeckungswerte. Die enge Verknüpfung zwischen der Belegenheit der Verpflichtungen und der Belegenheit der entsprechenden Anlagen ist nicht gefordert, eine Belegenheit im EG/EWR-Raum genügt.

## Handelsrechtliche Bewertungsvorschriften
In der Bilanz der Versicherungsunternehmen wird nicht nach Anlage- und Umlaufvermögen differenziert. Die Bewertung der Vermögensgegenstände der Versicherungsunternehmen ist in den §§ 341b ff. HGB geregelt. Diese speziellen Vorschriften werden auf die allgemeinen Vorschriften für das Anlage- und Umlaufvermögen der §§ 252 ff. HGB zurückgeführt.
Zum Anlagevermögen gehören unter anderem Grundstücke, Bauten, Namensschuldverschreibungen, Schuldscheindarlehen und Hypothekendarlehen. Der Ansatz dieser Vermögensgegenstände erfolgt zu fortgeführten Anschaffungskosten. Für Namensschuldverschreibungen und Hypothekendarlehen darf gem. § 341c Abs. 1 HGB auch der Nennwert gewählt werden.
Das Umlaufvermögen, zu dem Aktien, Investmentanteile sowie sonstige festverzinsliche und nicht festverzinsliche Wertpapiere gehören, wird mit dem Niederstwertprinzip bewertet.
Im Rahmen der Anlagensteuerung kann bei der Wahl der Bewertungsmethoden frei entschieden werden. Die für Rechnungslegungszwecke zulässigen Methoden müssen aber mitberücksichtigt werden. Eine bilanzielle Unterdeckung der Verbindlichkeiten wird damit vermieden.

## Kapitalmarktbedingungen
Die Umsetzung der Kapitalanlagestrategien ist an die Entwicklung und die Möglichkeiten, die die Finanzmärkte bieten, gebunden.
In den letzten Jahren prägte ein massiver Strukturwandel die nationalen und internationalen Finanzmärkte. Die Hauptursache liegt im veränderten weltwirtschaftlichen Umfeld.
Wegen der zunehmenden Globalisierung der Finanzmärkte, sind die Grenzen der einzelnen nationalen und internationalen Marktsegmente beseitigt worden. Diese Internationalisierung hatte zur Folge, dass sich die Volatilität und Anfälligkeit der Finanzmärkte erhöhte. Die Versicherungsunternehmen
sahen sich nun bei ihren Kapitalanlageentscheidungen mit neuen Chancen und Risiken konfrontiert.

## Risikoprofil des Versicherungsunternehmens
Die Vermögensbewirtschaftung eines Versicherungsunternehmens bildet keinen Selbstzweck, sondern dient der Deckung der zukünftigen Verpflichtungen. Zum Risiko der Vermögensbewirtschaftung wird eine Anlagestrategie, die die zeitliche Struktur der eingegangenen Verpflichtungen unberücksichtigt lässt. Dadurch wird die termin- und kostengerechte Bereitstellung der versprochenen Leistungen langfristig gefährdet.
Dieses objektivierbare Risiko muss Einfluss auf die Anlagestrategien des Versicherungsunternehmens haben. Dieser Einfluss kann durch den Vergleich zweier extrem unterschiedlicher Pensionskassen dargestellt werden.
Die bereits geschlossene Pensionskasse A, die keine Neuzugänge mehr aufnimmt und deren Bestand überwiegend aus Rentnern und älteren Anwärtern besteht, besitzt aufgrund ihrer kurzfristigen Zahlungsverpflichtungen einen sehr viel kürzeren Anlagehorizont als die neu gegründete Pensionskasse B. Die Länge des Anlagehorizontes stellt somit die Risikofähigkeit des Anlegers dar. Pensionskasse A kann hinsichtlich der Wertstabilität der Vermögensanlagen nur noch ein geringes Risiko eingehen. Die Pensionskasse B, deren Bestand überwiegend aus jüngeren Anwärtern besteht, braucht zumindest hinsichtlich ihres geringen Liquiditätsbedarfs nicht auf jedes kurzfristige Anlagerisiko zu verzichten. Pensionskasse B wird gegenüber Pensionskasse A aufgrund des längeren Anlagehorizontes grundsätzlich höhere Renditen erwirtschaften können.
Dieses Beispiel verdeutlicht, dass Versicherungsunternehmen hinsichtlich ihrer Anlagestrategie von ihren eingegangenen Verpflichtungen (Risikoprofil) abhängig sind.
In der Praxis stellt sich die Situation allerdings nicht so einfach, wie oben skizziert, dar.